# Ana Zurita
Ana María Zurita Expósito, née le 3 novembre 1963, est une femme politique espagnole membre du Parti populaire (PP).
Elle est élue députée de la circonscription de Santa Cruz de Tenerife lors des élections générales de juin 2016.

## Biographie

### Vie privée
Mariée, elle est mère de deux filles.

### Architecte reconnue
Diplômée en architecture, elle est spécialisée en urbanisme et édification ainsi que dans la législation canarienne et nationale de l'aménagement du territoire. Elle est considérée comme une experte en planification et réhabilitation du fait de ses 25 années d'expérience dans les secteurs privé et public. Architecte municipale au service de la gestion du patrimoine de Santa Cruz de Tenerife, elle a été membre du conseil d'administration du regroupement des architectes urbains des îles Canaries ainsi que de la commission du patrimoine du cabildo insulaire de Tenerife. En 2008, elle intègre le conseil sectoriel mis en place par la mairie de San Cristóbal de La Laguna aux fins de réviser le plan général d'urbanisme.
En 1995, elle obtient le prix régional Manuel Oraá pour la conception du centre touristique de San Sebastián de La Gomera puis, en 2002, le deuxième prix du Congrès international de la construction durable d'Oslo pour ses travaux sur le siège de l'Institut technologique et d'énergies renouvelables (ITER).

### Premiers mandats locaux
Coordinatrice aux Infrastructures, au Territoire et à l'Environnement du Parti populaire des Canaries, elle se présente sur la liste de Cristina Tavío à l'occasion des élections municipales de mai 2011 et est élue conseillère de Santa Cruz de Tenerife. Après avoir accompli un mandat et avoir été pressentie comme tête de liste pour les municipales de mai 2015, elle est élue conseillère du cabildo insulaire de Tenerife où elle exerce les responsabilités de porte-parole du PP.

### Députée au Congrès
La démission de José Manuel Soria — ministre de l'Industrie et député de Las Palmas — après le scandale des Panama Papers a obligé la nouvelle direction du PP des îles Canaries présidée par Asier Antona à modifier les listes présentées dans les deux provinces par rapport aux élections générales de décembre 2015. De la confiance du président du PP de Tenerife, Manuel Domínguez, elle est investie tête de liste dans la circonscription électorale de Santa Cruz de Tenerife en vue du scrutin anticipé de juin 2016 en remplacement de Pablo Matos, relégué à la deuxième position,. Avec 163 129 voix et 34,22 % des suffrages exprimés, sa liste remporte trois des sept mandats en jeu. Élue au Congrès des députés avec Pablo Matos et Ernesto Aguiar, elle est choisie comme porte-parole du groupe populaire à la commission de l'Équipement. Elle est également membre de la commission de la Culture et de celle de l'Égalité. Elle participe à la mission chargée d'étudier le projet de loi relatif au régime économique et fiscal (REF) des îles Canaries.